# Dave Grusin
Robert David "Dave" Grusin, född 26 juni 1934 i Littleton, Colorado, är en amerikansk pianist och kompositör.
Grusin har förutom skivor i eget namn även komponerat musik till TV och film, bland annat till St. Elsewhere, Mandomsprovet och Goonies – Dödskallegänget. 1989 vann han en Oscar för bästa filmmusik för musiken till Robert Redfords dramakomedi Milagro.